# Wang Mian

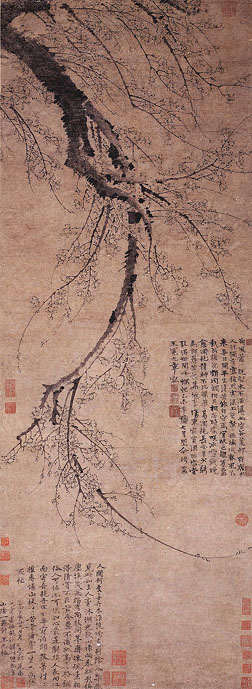
Bloesemende pruimenboom, hangende rol met gewassen inkt op papier

Wang Mian (王冕; 1287–1359) was een Chinees kunstschilder en dichter uit de Yuan-periode. Zijn omgangsnaam was Yuanzhang (元章) en zijn artistieke namen waren Zhushi Shannong (煮石山農), Fangniu Weng (放牛翁) en Meihua Wuzhu (梅花屋主). Wang is met name bekend om zijn schilderingen van bamboe en pruimenbloesem.

## Biografie
Wang Mian werd geboren in een boerenfamilie in Zhuji, in de provincie Zhejiang. Middels het Chinees examenstelsel klom Wang op tot literator, maar hij slaagde er niet in om de jinshi-graad te behalen. Hierop ging hij een korte periode in het leger. Vervolgens kreeg Wang enkele ambtelijke functies aangeboden, maar hij koos ervoor om zijn verdere leven aan de schilder- en dichtkunst te wijden.
Wang schilderde onder andere in Nanjing en Suzhou. Na een lange tijd door China te hebben getrokken, trok Wang zich terug in zijn geboorteplaats in Zhejiang. Hier bouwde hij in het Kuaiji-gebergte het 'Pruimenbloesem-retraite'. Rondom de woning plantte hij naar verluidt ongeveer duizend pruimenbomen.
In 1359 diende Wang als adviseur van de rebellenleider Zhu Yuanzhang in diens strijd tegen de Yuan-dynastie. Nog in datzelfde jaar stierf hij.

## Werk
Wang Mian was gespecialiseerd in afbeeldingen van pruimenbloesem, die hij voorzag van zijn gekalligrafeerde gedichten. Pruimenbloesem was volgens Wang een "metafoor voor zijn eenzame plaats in een door barbaren geregeerde wereld". Hij gebruikte onder andere de monochrome quanban-techniek (圈瓣; 'omcirkelde bloemblaadjes'), die werd ontwikkeld door Yang Buzhi (1097–1169) uit de Zuidelijke Song.
- Gemeinsame Normdatei: 141755776
- International Standard Name Identifier: 0000 0000 8385 6496
- Library of Congress Control Number: n85331664
- Nationale bibliotheek van Australië: 36642021
- Nederlandse Thesaurus van Auteursnamen: 192058932
- Trove: 1355960
- Union List of Artist Names: 500327906
- Virtual International Authority File: 58075000
- WorldCat: E39PBJr3wX4GGtYHvTgRyd7j4q